# Лолошур-Возжинское (сельское поселение)
Лолошур-Возжинское — упразднённое муниципальное образование со статусом сельского поселения в составе Граховского района Удмуртии.
Административный центр — деревня Лолошур-Возжи.
Законом Удмуртской Республики от 17.05.2021 № 47-РЗ к 30 мая 2021 года упразднено в связи с преобразованием муниципального района в муниципальный округ.

## Местное самоуправление
Муниципальное образование действует в соответствии с ФЗ-131 «Об общих принципах организации местного самоуправления в Российской Федерации», согласно уставу муниципального образования и имеет трёхуровневую структуру органов местного самоуправления:
1. Глава муниципального образования — Костин Юрий Григорьевич
2. Представительный орган — Совет депутатов муниципального образования, состоит из 7 депутатов
3. Исполнительно-распорядительный орган — администрация муниципального образования

## Географические данные
Находится на западе района, граничит:
- на северо-западе с Порымозаречным сельским поселением
- на северо-востоке с Староятчинским сельским поселением
- на юге с республикой Татарстан

По территории поселения протекают реки: Адамка, Юрашка, Кузебайка, Ультеранка и Юраш.
Общая площадь поселения — 12 985 гектар, из них сельхозугодья — 11 223 гектар.

## История
Муниципальное образование создано 1 января 2006 года в результате муниципальной реформы. Предшественник — Лолошур-Возжинский сельсовет Граховского района.

### Лолошур-Возжинский сельсовет
В 1924 году в процессе укрупнения сельсоветов в составе Граховской волости Можгинского уезда Вотской АО был образован укрупнённый Мещеряковский сельсовет, в его состав включены 10 населённых пунктов, а после разукрупнения 1925 года их осталось — 8. В 1929 году был образован Граховский район, в состав которого был передан сельсовет. В 1964 году административный центр сельсовета был перенесён из села Мещеряково в деревню Лолошур-Возжи и сельсовет также был переименован в Лолошур-Возжинский.

## Население
| 2010 | 2012 | 2013 | 2014 | 2015 | 2016 | 2017 |
| ---- | ---- | ---- | ---- | ---- | ---- | ---- |
| 972  | ↘951 | ↘905 | ↘869 | ↘822 | ↘802 | ↘782 |
| 2018 | 2019 | 2020 |      |      |      |      |
| ↘757 | ↘739 | ↘709 |      |      |      |      |

## Населенные пункты
| Название         | Тип населённого пункта                 | Население 2003 год                     | Почтовый индекс                        | ОКАТО                                  |
| ---------------- | -------------------------------------- | -------------------------------------- | -------------------------------------- | -------------------------------------- |
| Лолошур-Возжи    | Деревня, административный центр        | 635                                    | 427734                                 | 94 212 833 001                         |
| Нижние Юраши     | Деревня                                | 249                                    | 427734                                 | 94 212 833 006                         |
| Мамаево          | Деревня                                | 220                                    | 427733                                 | 94 212 833 004                         |
| Горные Юраши     | Деревня                                | 36                                     | 427734                                 | 94 212 833 003                         |
| Мещеряково       | Село                                   | 31                                     | 427734                                 | 94 212 833 005                         |
| Батырево         | Деревня                                | 4                                      | 427734                                 | 94 212 833 002                         |
| Сарайкино        | Деревня                                | 4                                      | 427734                                 | 94 212 833 007                         |
| Козьмодемьянское | Снято с учёта в 1984 году              | Снято с учёта в 1984 году              | Снято с учёта в 1984 году              | Снято с учёта в 1984 году              |
| Паново           | с 1978 года часть деревни Лолшур-Возжи | с 1978 года часть деревни Лолшур-Возжи | с 1978 года часть деревни Лолшур-Возжи | с 1978 года часть деревни Лолшур-Возжи |